# Ahmed Al Khattal
Ahmed Ebrahim Mubarak Isa Al Khattal(sinh ngày 6 tháng 10 năm 1988) là một cầu thủ bóng đá người Bahrain hiện tại thi đấu cho Al Hala của Bahrain và Đội tuyển bóng đá quốc gia Bahrain.